# Dream Maker (佐藤ひろ美の曲)
「Dream Maker」（ドリーム・メーカー）は、佐藤ひろ美の楽曲。森ユキが作詞、坂本裕介が作曲を手掛けた。佐藤のメジャー9枚目、および通算18枚目のシングルとして2006年3月17日にブロッコリーから発売された。

## 概要
佐藤のソロシングルとしては前作「Tears in snow」以来、約2か月半ぶりのリリースとなる。また、シングルとしては初めてカップリング曲が収録されておらず、かわりに本人からのボイスメッセージが収録されている。
CDでのリリースの他、表題曲の単曲がハイレゾ音源が各配信サイトにて配信リリースされた。
表題曲はラジオ関西番組『佐藤ひろ美のコミデジ』のテーマソングに使用された。森ユキと坂本裕介が本人に提供した楽曲としては、「Eternal Love 2004」以来2作目となる。
オリコンチャートは圏外となった。

## シングル収録内容
| #         | タイトル                 | 作詞      | 作曲・編曲 | 時間 |
| --------- | ------------------------ | --------- | ---------- | ---- |
| 1.        | 「Dream Maker」          | 森ユキ    | 坂本裕介   | 4:30 |
| 2.        | 「Dream Maker」(karaoke) |           |            | 4:30 |
| 3.        | 「Voice Message」        |           |            |      |
| 合計時間: | 合計時間:                | 合計時間: | 合計時間:  | 9:00 |

## 収録アルバム
| 曲名        | 収録アルバム   | 発売日        | 備考 |
| ----------- | -------------- | ------------- | ---- |
| Dream Maker | Brilliant Moon | 2007年5月25日 |      |

## 関連記事
- デ・ジ・キャラット

### 
1. 1 2  “佐藤ひろ美 / Dream Maker”.   OTOTOY. 2024年10月24日閲覧。
2. ↑  “Dream Maker
 | 佐藤ひろ美”.   Amazon.co.jp. 2024年10月24日閲覧。